# کانایاما سوکه‌نوری
کانایاما سوکه‌نوری ((به ژاپنی: 樺山 資紀 Kabayama Sukenori)؛ ۹ دسامبر ۱۸۳۷ – ۸ فوریهٔ ۱۹۲۲) فرد نظامی اهل ژاپن بود.
وی همچنین برندهٔ جوایزی همچون نشان خورشید فروزان شده‌است.